# Durangit
Durangit – bardzo rzadki minerał, chemicznie arsenian sodu i glinu. 
Nazwa pochodzi od miejsca odkrycia: kopalni cyny w stanie Durango w Meksyku.

## Właściwości
Krystalizuje w układzie jednoskośnym. Posiada zazwyczaj tabliczkowy pokrój, rzadziej słupkowy lub izometryczny. Tworzy skupienia narosłe, wrosłe i zbite. Posiada szklisty połysk i żółtą rysę. Zwykle w kolorach między czerwonym a pomarańczowym. Jest minerałem kruchym i półprzezroczystym. Jest izostrukturalny z tytanitem. Rozpuszczalny w kwasie siarkowym.

## Występowanie
Powstaje w pogazowych pęcherzach w alkaicznych ryolitach, w złożach cyny i pegmatytach. Towarzyszą mu minerały takie jak kasyteryt, hematyt, kwarc, topaz, mimetyt, tridymit, ilmenit, czy krystobalit. 

## Miejsce występowania

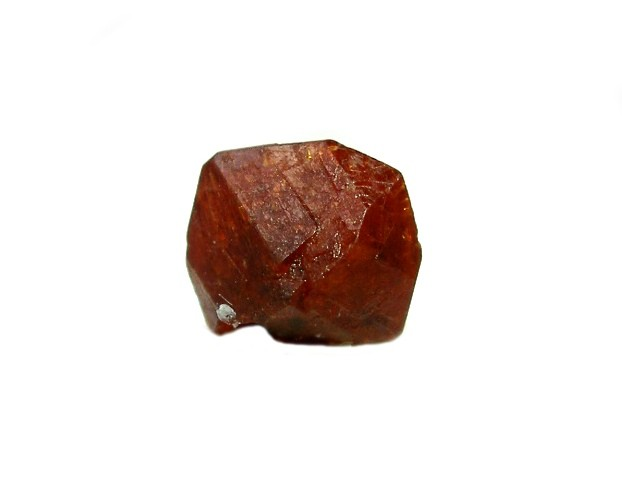
Pojedynczy kryształ durangitu z Meksyku

Znany z czterech miejsc na świecie. Kryształy wielkości do 1,5 cm znane są z Thomas Range w Utah, natomiast najlepsze jakościowo okazy pochodzą z kopalni cyny Barranca w Durango (Meksyk), które osiągają do 3 cm. Na terenie Stanów występuje także w Nowym Meksyku. Znajdywany również na terenie Kanady (Nowa Szkocja), Anglii (Kornwalia) i Rumunii. 